# فهرست مراکز آموزش عالی استان فارس
فهرستی از دانشگاه‌ها و مراکز آموزشی استان فارس.

## مراکز دولتی

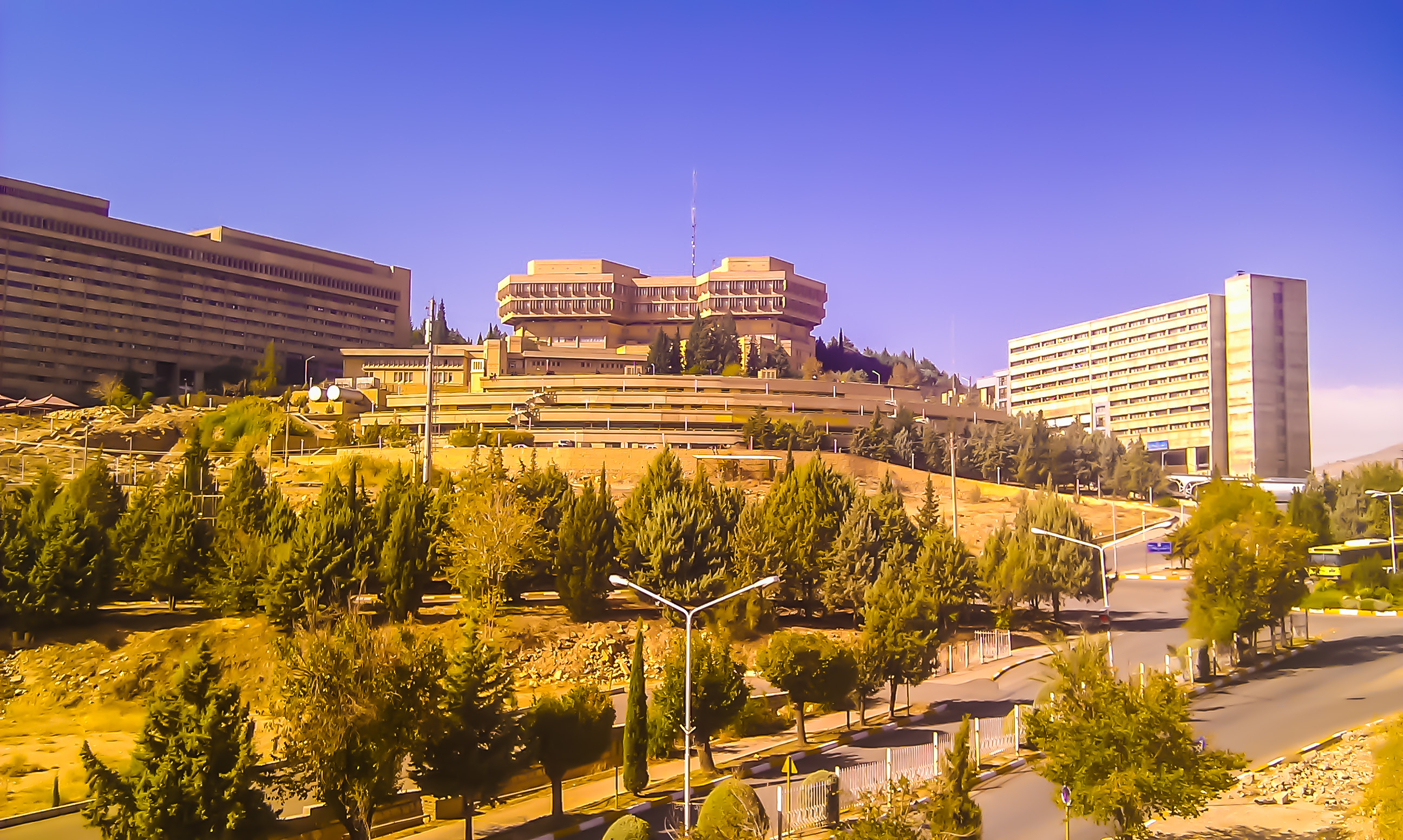
دانشگاه شیراز

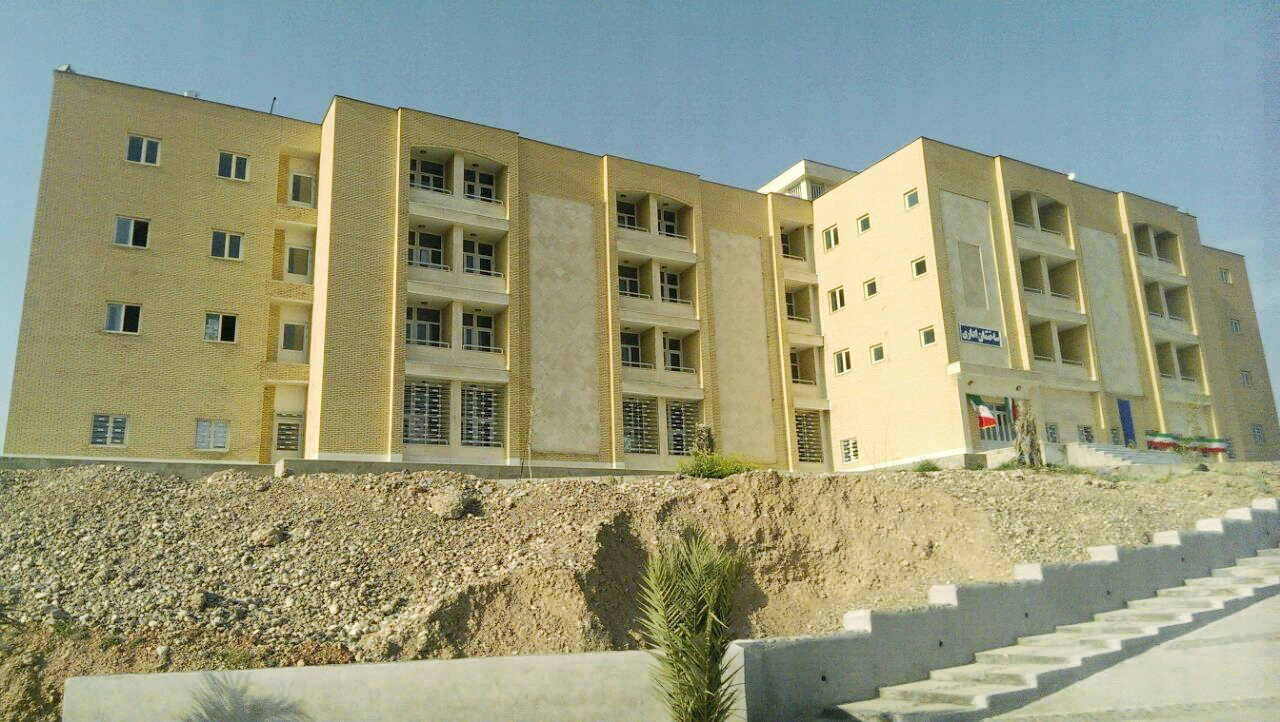
دانشگاه جهرم

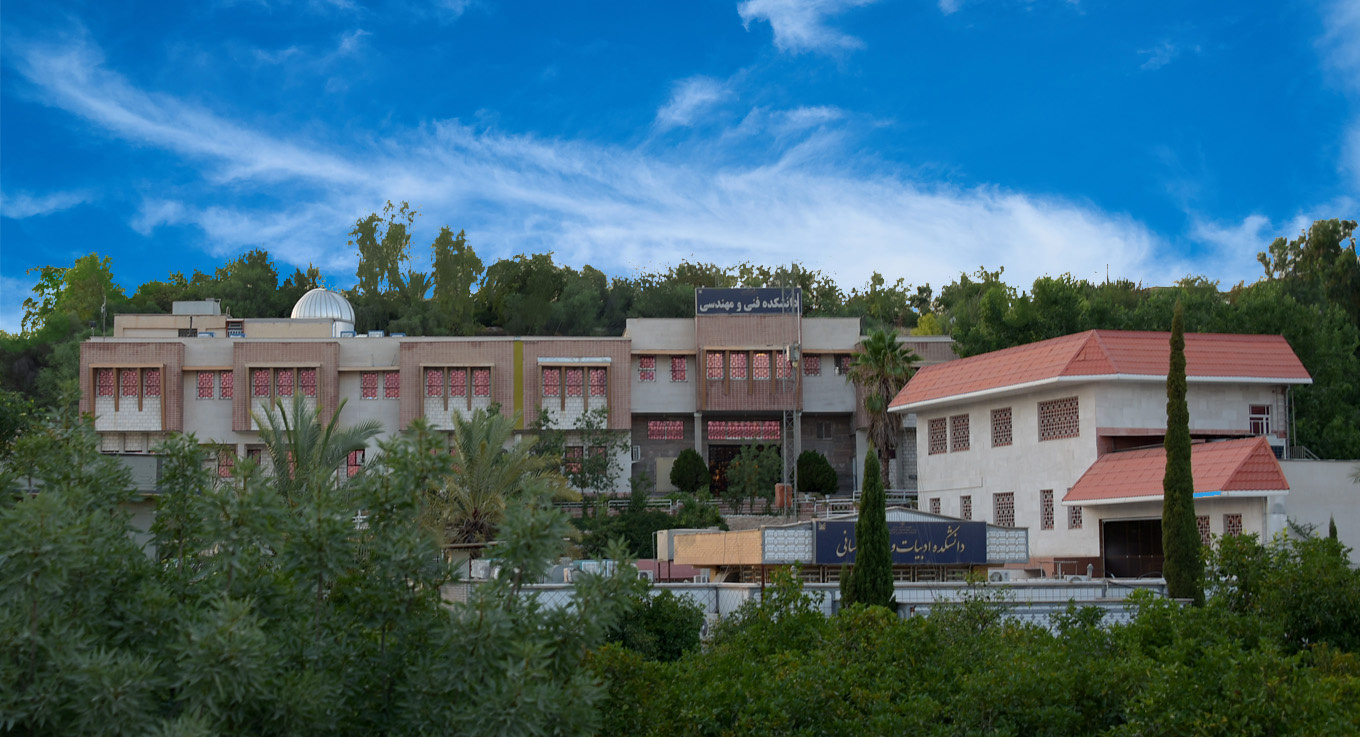
ساختمان اداری دانشگاه سلمان فارسی کازرون

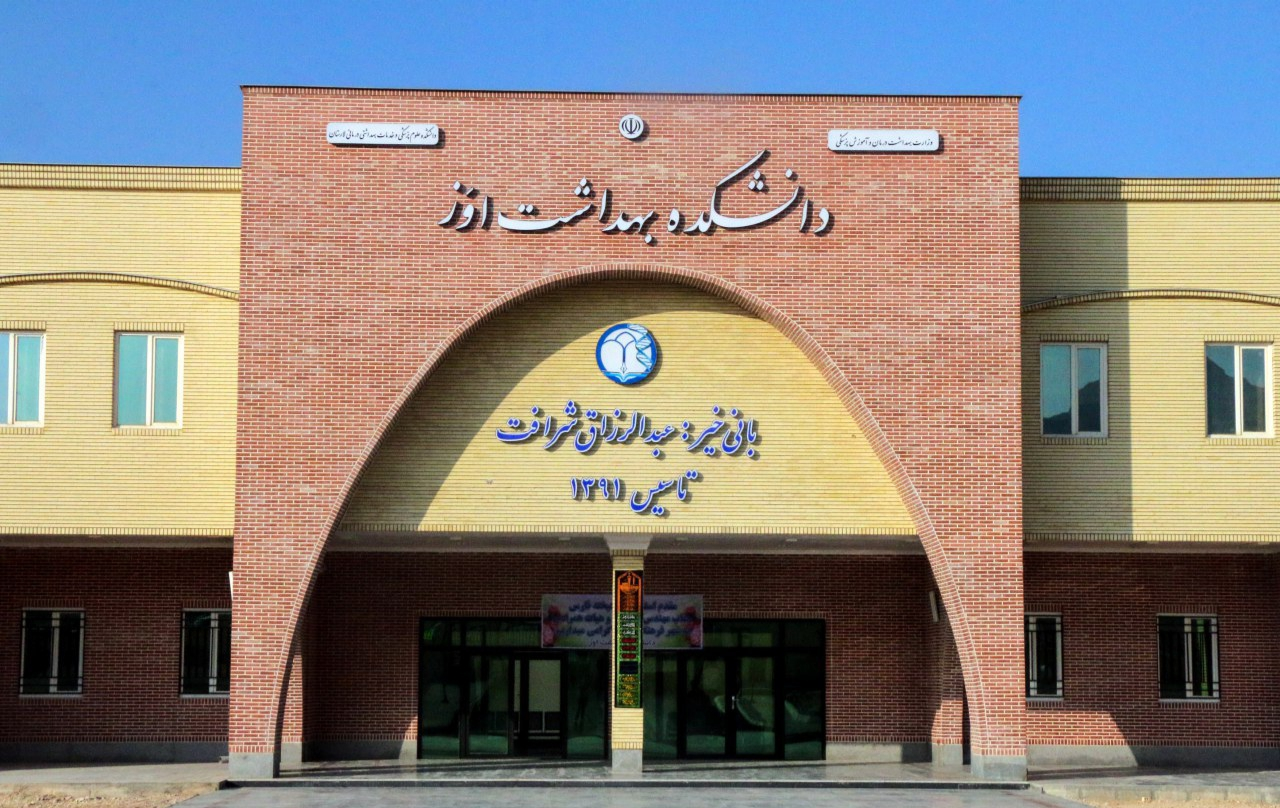
دانشکده بهداشت اوز

### دانشگاه‌ها
| نام دانشگاه                | شهر    | سال تأسیس | تعداد دانشکده | نشانی وبگاه                                           |
| -------------------------- | ------ | --------- | ------------- | ----------------------------------------------------- |
| دانشگاه جهرم               | جهرم   | ۱۳۵۲      | ۴             | وبگاه                                                 |
| دانشگاه سلمان فارسی کازرون | کازرون | ۱۳۷۲      | ۴             | وبگاه                                                 |
| دانشگاه شیراز              | شیراز  | ۱۳۲۵      | ۱۵            | وبگاه بایگانی‌شده در ۲۹ مارس ۲۰۲۰ توسط Wayback Machine |
| دانشگاه صنعتی شیراز        | شیراز  | ۱۳۴۳      | ۱۰            | وبگاه                                                 |
| دانشگاه علوم پزشکی جهرم    | جهرم   | ۱۳۵۶      | ۳             | وبگاه                                                 |
| دانشگاه علوم پزشکی شیراز   | شیراز  | ۱۳۲۵      | ۱۷            | وبگاه                                                 |
| دانشگاه علوم پزشکی فسا     | فسا    | ۱۳۵۶      | ۴             | وبگاه                                                 |
| دانشگاه فسا                | فسا    | ۱۳۸۵      | ۳             | وبگاه                                                 |
| دانشگاه هنر شیراز          | شیراز  | ۱۳۹۰      | ۵             | وبگاه                                                 |

### مراکز آموزشی مستقل
| نام مرکز                   | شهر       | سال تأسیس | نشانی وبگاه                                            |
| -------------------------- | --------- | --------- | ------------------------------------------------------ |
| دانشکده علوم پزشکی گراش    | گراش      | ۱۳۷۹      | وبگاه                                                  |
| دانشکده علوم پزشکی لارستان | لار       | ۱۳۶۶      | وبگاه                                                  |
| مجتمع آموزش عالی لارستان   | لار       | ۱۳۹۲      | وبگاه                                                  |
| مرکز آموزش عالی آباده      | آباده     | ۱۳۹۳      | وبگاه                                                  |
| مرکز آموزش عالی استهبان    | استهبان   | ۱۳۹۰      | وبگاه بایگانی‌شده در ۱۲ آوریل ۲۰۲۰ توسط Wayback Machine |
| مرکز آموزش عالی اقلید      | اقلید     | ۱۳۸۶      | وبگاه                                                  |
| مرکز آموزش عالی فیروزآباد  | فیروزآباد | ۱۳۹۲      | وبگاه                                                  |
| مرکز آموزش عالی ممسنی      | نورآباد   | ۱۳۹۰      | وبگاه                                                  |
| مرکز آموزش عالی لامرد      | لامرد     | ۱۳۹۰      | وبگاه                                                  |

### دانشکده‌های وابسته
| نام دانشکده                             | دانشگاه مادر               | شهر     | سال تأسیس | نشانی وبگاه |
| --------------------------------------- | -------------------------- | ------- | --------- | ----------- |
| دانشکده بهداشت اوز                      | دانشکده علوم پزشکی لارستان | اوز     | ۱۳۹۱      | وبگاه       |
| دانشکده پرستاری حضرت ام‌البنین لامرد     | دانشگاه علوم پزشکی شیراز   | لامرد   | ۱۳۹۰      | وبگاه       |
| دانشکده پرستاری حضرت زهرا آباده         | دانشگاه علوم پزشکی شیراز   | آباده   | ۱۳۹۰      | وبگاه       |
| دانشکده پیراپزشکی استهبان               | دانشگاه علوم پزشکی شیراز   | استهبان | ۱۳۹۰      | وبگاه       |
| دانشکده پیراپزشکی داراب                 | دانشگاه علوم پزشکی شیراز   | داراب   | ۱۳۹۲      | وبگاه       |
| دانشکده کشاورزی و منابع طبیعی داراب     | دانشگاه شیراز              | داراب   | ۱۳۶۷      | وبگاه       |
| مجتمع آموزش عالی سلامت ممسنی            | دانشگاه علوم پزشکی شیراز   | نورآباد | ۱۳۸۶      | وبگاه       |
| مرکز آموزش عالی سلامت باقرالعلوم سپیدان | دانشگاه علوم پزشکی شیراز   | اردکان  | ۱۳۹۳      | وبگاه       |

### دانشگاه فرهنگیان
| پردیس‌ها                | مراکز آموزش عالی                  | شهر    | وبگاه                                               |
| ---------------------- | --------------------------------- | ------ | --------------------------------------------------- |
| پردیس شهید رجایی شیراز | مرکز آموزش عالی بعثت شیراز        | شیراز  | وبگاه بایگانی‌شده در ۲۰۱۹-۱۰-۲۴ توسط Wayback Machine |
| پردیس شهید رجایی شیراز | مرکز آموزش عالی شهید بهشتی اقلید  | اقلید  | وبگاه بایگانی‌شده در ۲۰۱۹-۱۰-۲۴ توسط Wayback Machine |
| پردیس شهید رجایی شیراز | مرکز آموزش عالی شهید مطهری زرقان  | زرقان  | وبگاه بایگانی‌شده در ۲۰۱۹-۱۰-۲۴ توسط Wayback Machine |
| پردیس شهید باهنر شیراز | مرکز آموزش عالی سلمان فارسی شیراز | شیراز  | وبگاه بایگانی‌شده در ۲۰۱۹-۱۰-۲۴ توسط Wayback Machine |
| پردیس شهید باهنر شیراز | مرکز آموزش عالی زینب کبری کازرون  | کازرون | وبگاه بایگانی‌شده در ۲۰۱۹-۱۰-۲۴ توسط Wayback Machine |
| پردیس شهید باهنر شیراز | مرکز آموزش عالی لارستان           | لار    | وبگاه بایگانی‌شده در ۲۰۱۹-۱۰-۲۴ توسط Wayback Machine |

### دانشگاه فنی و حرفه‌ای
| دانشکده/آموزشکده                           | شهر       | جنسیت |
| ------------------------------------------ | --------- | ----- |
| آموزشکده فنی و حرفه‌ای دختران شیراز         | شیراز     | دختر  |
| آموزشکده فنی و حرفه‌ای دختران نی‌ریز         | نی‌ریز     | دختر  |
| آموزشکده فنی و حرفه‌ای پسران استهبان        | استهبان   | پسر   |
| آموزشکده فنی و حرفه‌ای پسران آباده          | آباده     | پسر   |
| آموزشکده فنی و حرفه‌ای پسران شماره دو شیراز | شیراز     | پسر   |
| آموزشکده فنی و حرفه‌ای پسران لارستان        | لار       | پسر   |
| آموزشکده فنی و حرفه‌ای پسران مرودشت         | مرودشت    | پسر   |
| آموزشکده فنی و حرفه‌ای پسران ممسنی          | نورآباد   | پسر   |
| آموزشکده فنی و حرفه‌ای دختران اقلید         | اقلید     | دختر  |
| آموزشکده فنی و حرفه‌ای دختران کازرون        | کازرون    | دختر  |
| دانشکده فنی و حرفه‌ای شهید باهنر            | شیراز     | پسر   |
| آموزشکده کشاورزی فسا                       | فسا       | پسر   |
| آموزشکده فنی و حرفه‌ای پسران داراب          | داراب     | پسر   |
| آموزشکده فنی و حرفه‌ای پسران فیروزآباد      | فیروزآباد | پسر   |

## دانشگاه‌های آزاد اسلامی

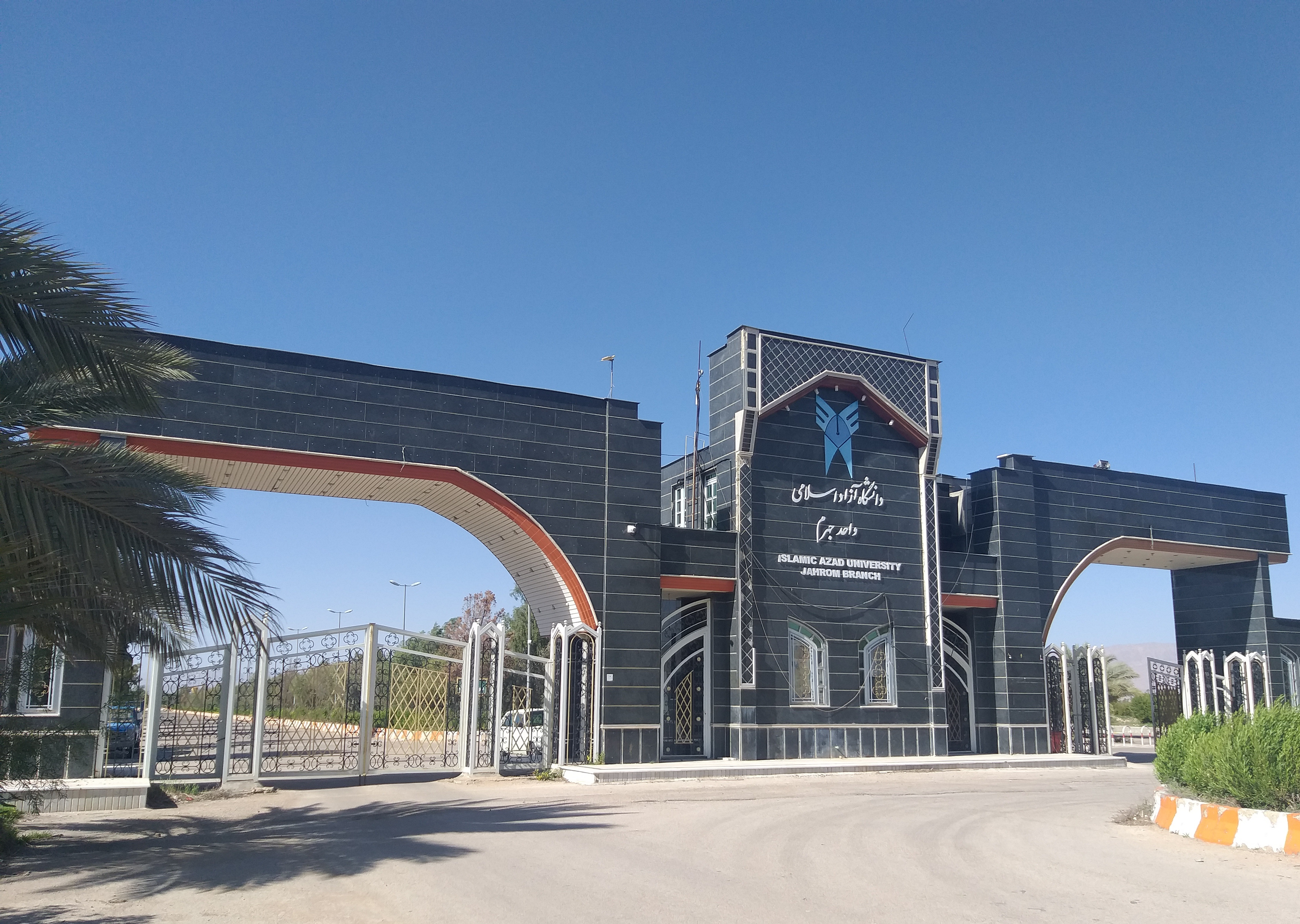
دانشگاه آزاد اسلامی واحد جهرم

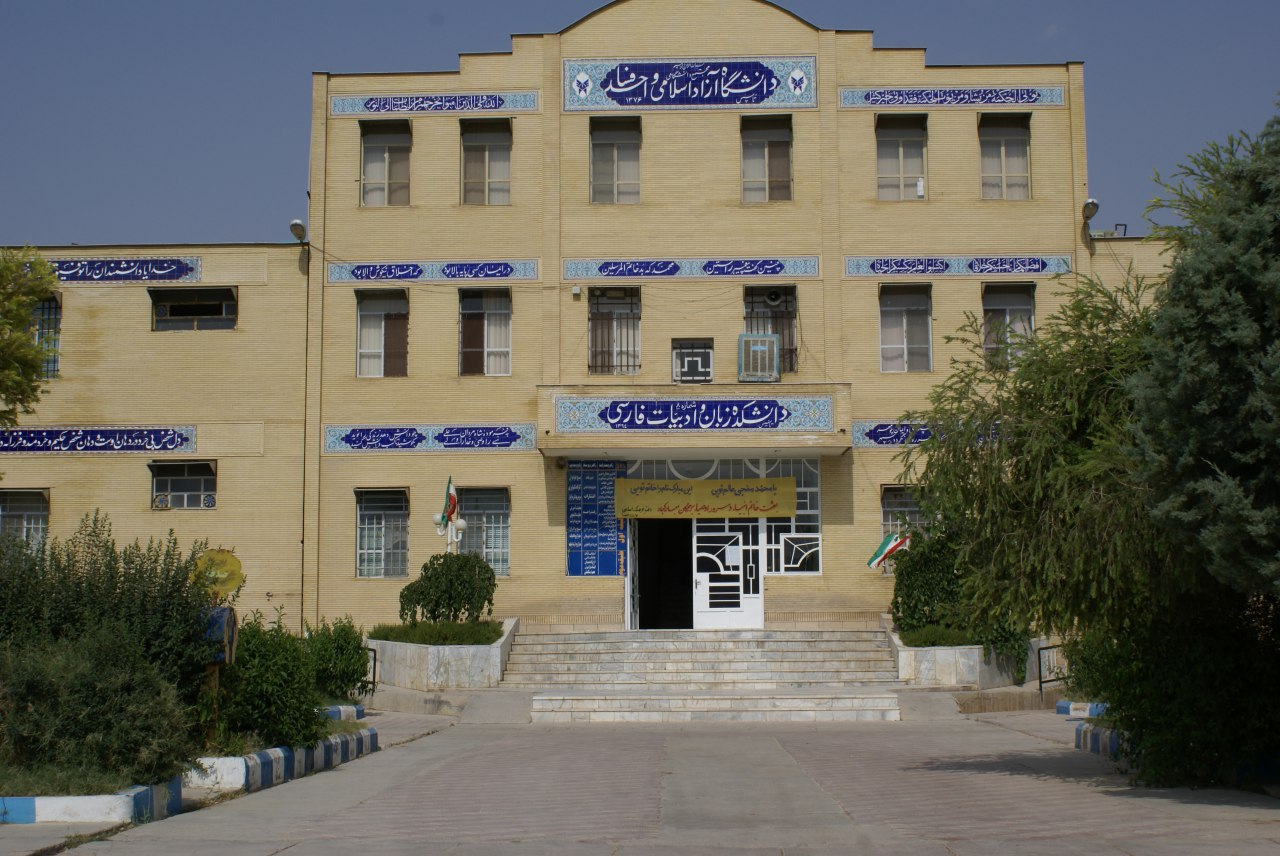
دانشگاه آزاد اسلامی واحد فسا

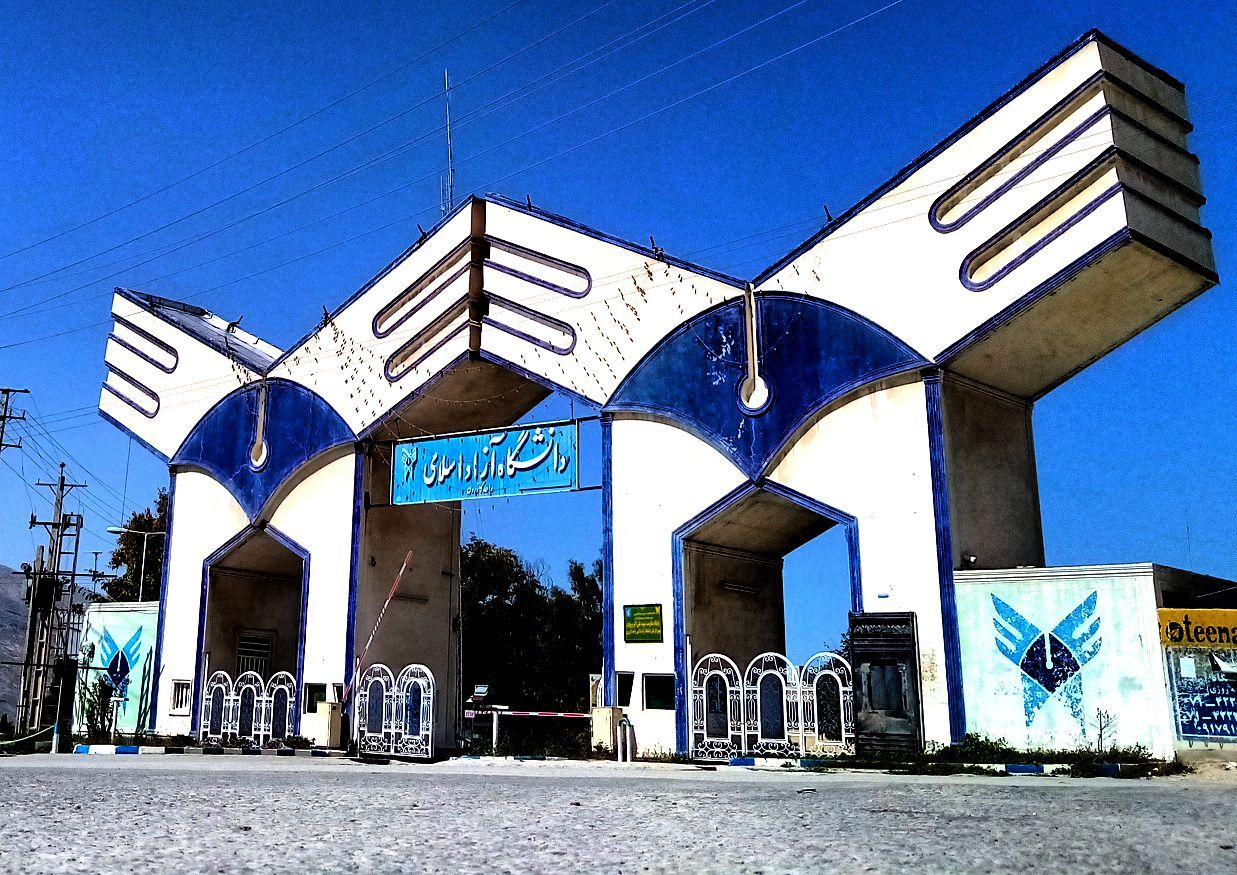
دانشگاه آزاد اسلامی واحد کازرون

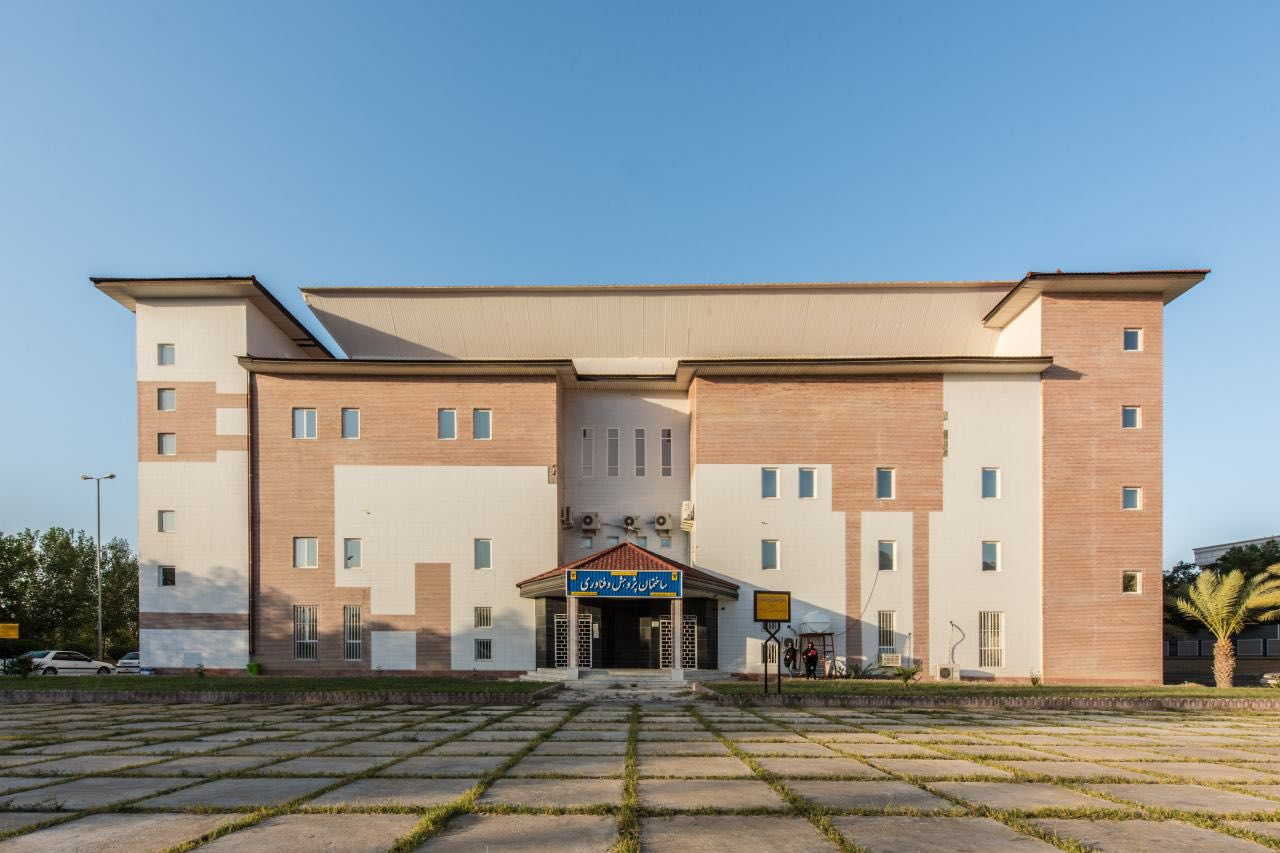
دانشگاه آزاد اسلامی واحد لامرد

| نام دانشگاه                           | شهر       | نشانی وبگاه                                             |
| ------------------------------------- | --------- | ------------------------------------------------------- |
| دانشگاه آزاد اسلامی واحد آباده        | آباده     | وبگاه                                                   |
| دانشگاه آزاد اسلامی واحد آباده طشک    | آباده طشک | وبگاه                                                   |
| دانشگاه آزاد اسلامی واحد ارسنجان      | ارسنجان   | وبگاه بایگانی‌شده در ۲۳ اوت ۲۰۰۶ توسط Wayback Machine    |
| دانشگاه آزاد اسلامی واحد استهبان      | استهبان   | وبگاه                                                   |
| دانشگاه آزاد اسلامی واحد اقلید        | اقلید     | وبگاه بایگانی‌شده در ۶ اوت ۲۰۲۰ توسط Wayback Machine     |
| دانشگاه آزاد اسلامی مرکز اوز          | اوز       | وبگاه                                                   |
| دانشگاه آزاد اسلامی واحد بوانات       | بوانات    | وبگاه                                                   |
| دانشگاه آزاد اسلامی مرکز بیرم         | بیرم      | وبگاه بایگانی‌شده در ۱۲ آوریل ۲۰۲۰ توسط Wayback Machine  |
| دانشگاه آزاد اسلامی واحد بیضا         | بیضا      | وبگاه بایگانی‌شده در ۲۶ ژوئیه ۲۰۱۱ توسط Wayback Machine  |
| دانشگاه آزاد اسلامی مرکز پاسارگاد     | سعادت‌شهر  | وبگاه                                                   |
| دانشگاه آزاد اسلامی واحد جهرم         | جهرم      | وبگاه                                                   |
| دانشگاه آزاد اسلامی واحد خرامه        | خرامه     | وبگاه بایگانی‌شده در ۲۰۱۷-۱۰-۲۰ توسط Wayback Machine     |
| دانشگاه آزاد اسلامی مرکز خفر          | باب‌انار   | وبگاه بایگانی‌شده در ۱۲ آوریل ۲۰۲۰ توسط Wayback Machine  |
| دانشگاه آزاد اسلامی مرکز خنج          | خنج       | وبگاه                                                   |
| دانشگاه آزاد اسلامی واحد داراب        | داراب     | وبگاه                                                   |
| دانشگاه آزاد اسلامی واحد داریون       | داریون    | وبگاه                                                   |
| دانشگاه آزاد اسلامی واحد زاهدشهر      | زاهدشهر   | وبگاه                                                   |
| دانشگاه آزاد اسلامی واحد زرقان        | زرقان     | وبگاه                                                   |
| دانشگاه آزاد اسلامی مرکز حاجی‌آباد     | حاجی‌آباد  | وبگاه بایگانی‌شده در ۱۰ اوت ۲۰۱۸ توسط Wayback Machine    |
| دانشگاه آزاد اسلامی واحد سپیدان       | اردکان    | وبگاه                                                   |
| دانشگاه آزاد اسلامی مرکز سده          | سده       | وبگاه بایگانی‌شده در ۶ اوت ۲۰۲۰ توسط Wayback Machine     |
| دانشگاه آزاد اسلامی واحد سروستان      | سروستان   | وبگاه                                                   |
| دانشگاه آزاد اسلامی واحد شیراز        | شیراز     | وبگاه بایگانی‌شده در ۲۰۱۳-۱۰-۱۷ توسط Wayback Machine     |
| دانشگاه آزاد اسلامی واحد صفاشهر       | صفاشهر    | وبگاه                                                   |
| دانشگاه آزاد اسلامی مرکز علامرودشت    | علامرودشت | وبگاه                                                   |
| دانشگاه آزاد اسلامی مرکز فراشبند      | فراشبند   | وبگاه                                                   |
| دانشگاه آزاد اسلامی واحد فسا          | فسا       | وبگاه                                                   |
| دانشگاه آزاد اسلامی واحد فیروزآباد    | فیروزآباد | وبگاه بایگانی‌شده در ۲۹ مارس ۲۰۲۰ توسط Wayback Machine   |
| دانشگاه آزاد اسلامی واحد قادرآباد     | قادرآباد  | وبگاه                                                   |
| دانشگاه آزاد اسلامی مرکز قیر و کارزین | قیر       | وبگاه                                                   |
| دانشگاه آزاد اسلامی واحد کازرون       | کازرون    | وبگاه بایگانی‌شده در ۲۳ ژوئیه ۲۰۱۰ توسط Wayback Machine  |
| دانشگاه آزاد اسلامی مرکز کوار         | کوار      | وبگاه                                                   |
| دانشگاه آزاد اسلامی مرکز گراش         | گراش      | وبگاه                                                   |
| دانشگاه آزاد اسلامی واحد لارستان      | لار       | وبگاه بایگانی‌شده در ۱۲ آوریل ۲۰۲۰ توسط Wayback Machine  |
| دانشگاه آزاد اسلامی واحد لامرد        | لامرد     | وبگاه                                                   |
| دانشگاه آزاد اسلامی واحد مرودشت       | مرودشت    | وبگاه                                                   |
| دانشگاه آزاد اسلامی مرکز میمند        | میمند     | وبگاه                                                   |
| دانشگاه آزاد اسلامی واحد نورآباد      | نورآباد   | وبگاه بایگانی‌شده در ۲۶ فوریه ۲۰۲۰ توسط Wayback Machine  |
| دانشگاه آزاد اسلامی واحد نی‌ریز        | نی‌ریز     | وبگاه بایگانی‌شده در ۲۰ ژانویه ۲۰۱۷ توسط Wayback Machine |

## دانشگاه‌های پیام نور

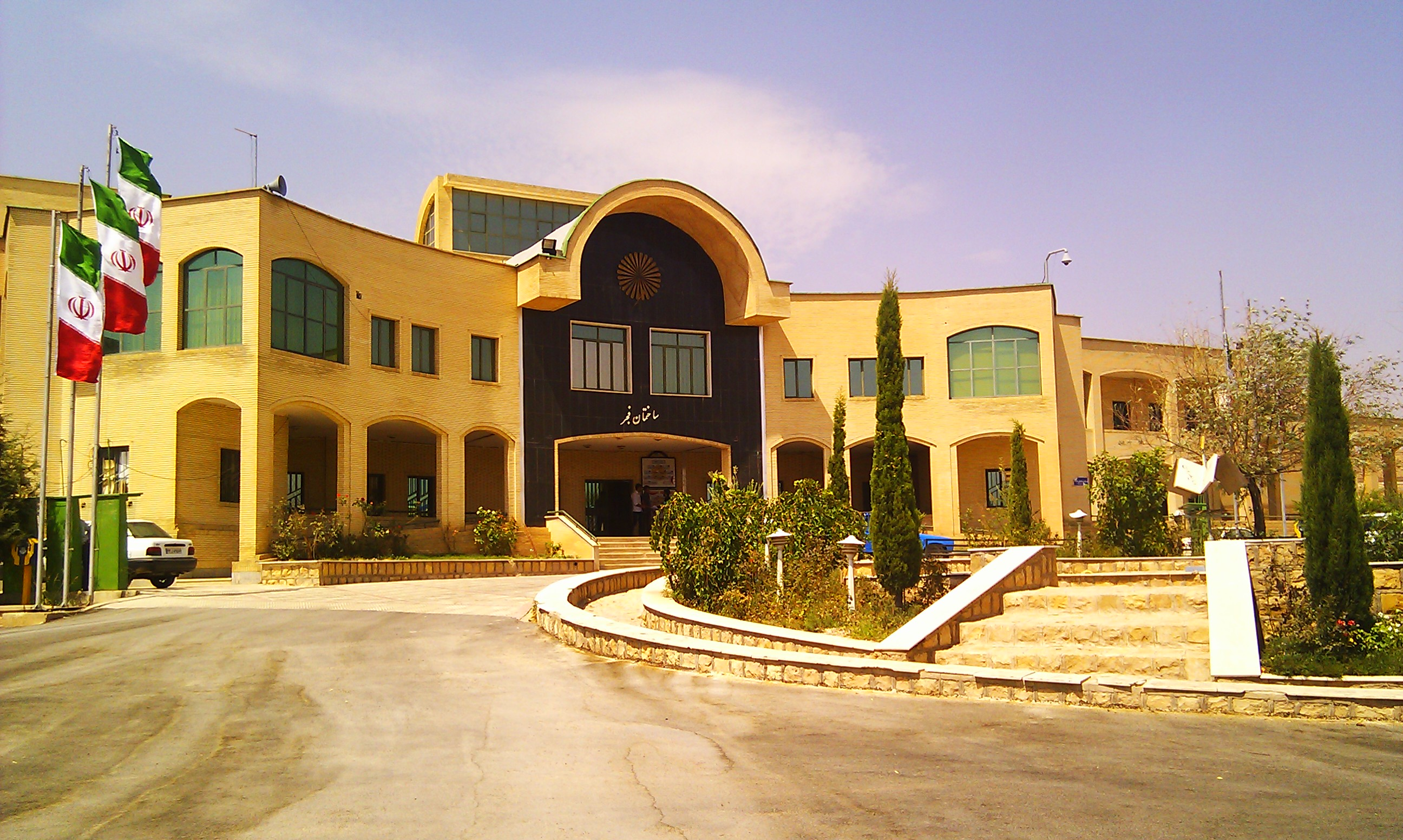
دانشگاه پیام نور مرکز شیراز

دانشگاه پیام نور مرکز جهرم

| نام دانشگاه                          | شهر       | نشانی وبگاه |
| ------------------------------------ | --------- | ----------- |
| دانشگاه پیام نور مرکز آباده          | آباده     | وبگاه       |
| دانشگاه پیام نور واحد آباده طشک      | آباده طشک | وبگاه       |
| دانشگاه پیام نور واحد ارسنجان        | ارسنجان   | وبگاه       |
| دانشگاه پیام نور مرکز استهبان        | استهبان   | وبگاه       |
| دانشگاه پیام نور واحد اشکنان         | اشکنان    | وبگاه       |
| دانشگاه پیام نور واحد اقلید          | اقلید     | وبگاه       |
| دانشگاه پیام نور مرکز اوز            | اوز       | وبگاه       |
| دانشگاه پیام نور واحد ایزدخواست      | ایزدخواست | وبگاه       |
| دانشگاه پیام نور مرکز بوانات         | بوانات    | وبگاه       |
| دانشگاه پیام نور واحد بیرم           | بیرم      | وبگاه       |
| دانشگاه پیام نور واحد بیضا           | بیضا      | وبگاه       |
| دانشگاه پیام نور واحد پاسارگاد       | سعادت‌شهر  | وبگاه       |
| دانشگاه پیام نور مرکز جهرم           | جهرم      | وبگاه       |
| دانشگاه پیام نور واحد خاوران         | خاوران    | وبگاه       |
| دانشگاه پیام نور مرکز خرامه          | خرامه     | وبگاه       |
| دانشگاه پیام نور واحد خشت            | خشت       | وبگاه       |
| دانشگاه پیام نور واحد خنج            | خنج       | وبگاه       |
| دانشگاه پیام نور مرکز داراب          | داراب     | وبگاه       |
| دانشگاه پیام نور واحد رستم           | مصیری     | وبگاه       |
| دانشگاه پیام نور واحد زاهدشهر        | زاهدشهر   | وبگاه       |
| دانشگاه پیام نور واحد زرقان          | زرقان     | وبگاه       |
| دانشگاه پیام نور واحد زرین‌دشت        | حاجی‌آباد  | وبگاه       |
| دانشگاه پیام نور واحد سپیدان         | اردکان    | وبگاه       |
| دانشگاه پیام نور واحد سرچهان         | کره‌ای     | وبگاه       |
| دانشگاه پیام نور واحد سروستان        | سروستان   | وبگاه       |
| دانشگاه پیام نور واحد سیمکان         | دوزه      | وبگاه       |
| دانشگاه پیام نور واحد ششده و قره‌بلاغ | ششده      | وبگاه       |
| دانشگاه پیام نور مرکز شیراز          | شیراز     | وبگاه       |
| دانشگاه پیام نور مرکز صفاشهر         | صفاشهر    | وبگاه       |
| دانشگاه پیام نور مرکز فسا            | فسا       | وبگاه       |
| دانشگاه پیام نور واحد فراشبند        | فراشبند   | وبگاه       |
| دانشگاه پیام نور مرکز فیروزآباد      | فیروزآباد | وبگاه       |
| دانشگاه پیام نور واحد قطب‌آباد        | قطب‌آباد   | وبگاه       |
| دانشگاه پیام نور واحد قیر            | قیر       | وبگاه       |
| دانشگاه پیام نور مرکز کازرون         | کازرون    | وبگاه       |
| دانشگاه پیام نور واحد کامفیروز       | کامفیروز  | وبگاه       |
| دانشگاه پیام نور واحد کوار           | کوار      | وبگاه       |
| دانشگاه پیام نور واحد گله‌دار         | گله‌دار    | وبگاه       |
| دانشگاه پیام نور واحد لارستان        | لار       | وبگاه       |
| دانشگاه پیام نور مرکز لامرد          | لامرد     | وبگاه       |
| دانشگاه پیام نور واحد مرودشت         | مرودشت    | وبگاه       |
| دانشگاه پیام نور واحد مهر            | مهر       | وبگاه       |
| دانشگاه پیام نور واحد نودان          | نودان     | وبگاه       |
| دانشگاه پیام نور مرکز نورآباد ممسنی  | نورآباد   | وبگاه       |
| دانشگاه پیام نور واحد نی‌ریز          | نی‌ریز     | وبگاه       |

## موسسات آموزش عالی غیرانتفاعی
| نام دانشگاه               | شهر   | سال تأسیس | نشانی وبگاه |
| ------------------------- | ----- | --------- | ----------- |
| موسسه آموزش عالی آپادانا  | شیراز | ۱۳۸۷      | وبگاه       |
| موسسه آموزش عالی ارم      | شیراز | ۱۳۸۷      | وبگاه       |
| موسسه آموزش عالی اندیشه   | جهرم  | ۱۳۸۴      | وبگاه       |
| موسسه آموزش عالی پاسارگاد | شیراز | ۱۳۸۴      | وبگاه       |
| موسسه آموزش عالی پارس     | مهر   | ۱۳۸۳      | وبگاه       |
| موسسه آموزش عالی پیشتازان | شیراز | ۱۳۸۸      | وبگاه       |
| موسسه آموزش عالی تابناک   | لامرد | ۱۳۸۹      | وبگاه       |
| موسسه آموزش عالی حافظ     | شیراز | ۱۳۸۴      | وبگاه       |
| موسسه آموزش عالی زند      | شیراز | ۱۳۸۴      | وبگاه       |
| موسسه آموزش عالی فاطمیه   | شیراز | ۱۳۹۰      | وبگاه       |
| موسسه آموزش عالی هنر      | شیراز | ۱۳۸۶      | وبگاه       |